# Кајна
Општина Кајна (ест. Käina vald) рурална је општина у јужном делу округа Хијума на западу Естоније.
Општина обухвата централни и јужни део острва Хијума, острво Касари и суседна мања острва. Заузима територију површине 186 km2. Према статистичким подацима из јануара 2016. на територији општине је живело око 2.074 становника, или у просеку око 11,2 становника по квадратном километру.
Административни центар општине налази се у селу Кајна у ком живи око 690 становника.
На територији општине налази се 34 села. 